# Külso
Külso ist ein Ortsteil der Stadt Zahna-Elster im Landkreis Wittenberg in Sachsen-Anhalt.

## Name
Der Ortsname kommt von koko = Rundung, Kreis, Rundling, was vermutlich auf die Dorfform zurückzuführen ist. Um 1812 wurde in einer Kupferstichkarte die Bezeichnung Külßon verwendet.

## Geografie
Külso liegt etwa neun Kilometer östlich von Lutherstadt Wittenberg im Naturpark Fläming. Der rechte Elbe-Nebenfluss Zahna durchfließt das Gebiet Külsos von Norden kommend.

## Geschichte

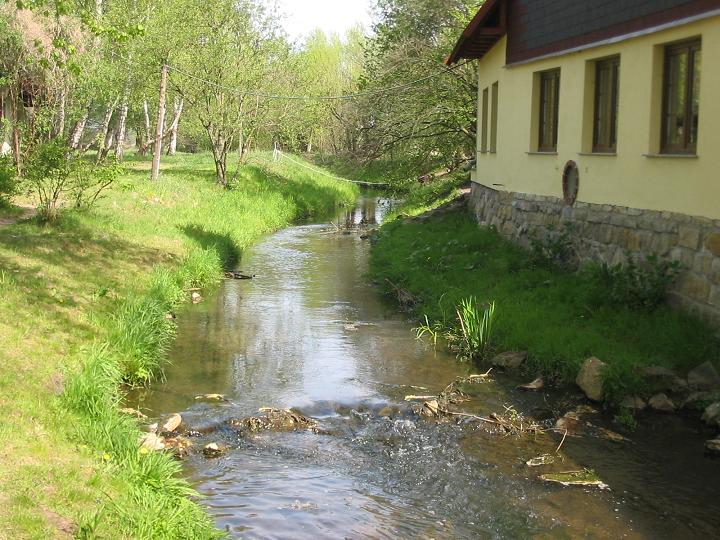
Ehemalige Külsoer Mühle

Külso wurde im Jahre 1378 erstmals urkundlich erwähnt und ist slawischer Herkunft. 1910 hatte der Ort 105 Einwohner. Ab 1942 wurde Külso der Gemeinde Dietrichsdorf angegliedert.
Am 1. Januar 2011 wurden Külso und Dietrichsdorf Ortsteile der neu gebildeten Stadt Zahna-Elster. Seitdem ist Külso deren Ortsteil und gehört dort zur Ortschaft Dietrichsdorf.
1962 wurde die nach den Befreiungskriegen erbaute Fachwerkkirche wegen Baufälligkeit abgerissen. Die ehemalige Külsoer Mühle an der Zahna wird heute als Gaststätte und Pension genutzt.

## Verkehr
Die Kreisstraße 2017 Leetza – Mühlanger führt durch den Ort. 